# یاماشیش، کبک
یاماشیش (به فرانسوی: Yamachiche) شهری در منطقه شهری ماسکینونژه ناحیه موریسی در استان کبک کانادا است. در سرشماری سال ۲۰۱۱ این شهر ۲٬۶۸۳ نفر جمعیت داشته‌است و مساحت آن ۱۰۶٫۳ کیلومتر مربع است.